# Operazione Chicago
L'operazione Chicago era il nome in codice usato dall'esercito statunitense per designare gli aviolanci riguardanti la 101ª Divisione aviotrasportata avvenuti la notte tra il 5 e il 6 giugno 1944, sopra la Normandia. Parallelamente alla 101ª si sarebbe lanciata anche l'82ª Divisione Aviotrasportata, assegnata all'operazione Detroit.
In base ai piani Alleati, l'operazione Chicago prevede l'atterraggio della divisione in Normandia in due fasi: le principali unità combattenti sarebbero giunte paracadutandosi dagli aerei a bassa quota (operazione Albany); la seconda parte prevedeva l'atterraggio di unità d'artiglieria e del genio poco prima dell'alba per mezzo di alianti.

## Ordine di battaglia della 101ª
Il 6 giugno 1944, la 101ª Divisione era così organizzata:
101ª Divisione aviotrasportata  (gen. Maxwell D. Taylor)
- 501º Reggimento di fanteria paracadutista (col. Howard R. Johnson)
  - 1º Battaglione
  - 2º Battaglione
  - 3º Battaglione
- 502º Reggimento di fanteria paracadutista (col. George Moseley)
  - 1º Battaglione
  - 2º Battaglione
  - 3º Battaglione
- 506º Reggimento di fanteria paracadutista (col. Robert Sink)
  - 1º Battaglione
  - 2º Battaglione
  - 3º Battaglione
- 327º Reggimento di fanteria aviotrasportato
  - 1º Battaglione
  - 2º Battaglione
  - 3º Battaglione
- Unità d'artiglieria
- Compagnia segnali
- 326ª Compagnia medica aviotrasportata
- 326º Battaglione del genio aviotrasportato

## Obiettivi
L'obiettivo principale delle truppe aviotrasportate statunitensi lanciate sulla penisola di Cherbourg era di proteggere il fianco destro dell'invasione alleata e più nello specifico favorire lo sbarco statunitense a Utah Beach.
Alla 101ª Divisione fu assegnato il settore nei pressi della costa, proprio dietro Utah Beach. Lì i paracadutisti dovevano:
- conquistare e tenere le quattro strade (denominate "Uscite") provenienti dalla spiaggia, che sarebbero state usate dalla fanteria e dai corazzati per avanzare nell'entroterra della penisola;
- distruggere una batteria artiglieria pesante a Saint-Martin-de-Varreville e un complesso di edifici, codificato WXYZ, a Les Mézières (poco lontano da Saint-Martin-de-Varreville);
- catturare la chiusa di La Barquette;
- distruggere i ponti sul fiume Douve;
- organizzare una linea difensiva per proteggere il fianco meridionale della testa di ponte a Utah Beach.[4]

| Zona assegnata                                                       | Luogo                      | Unità | Obiettivo |
| -------------------------------------------------------------------- | -------------------------- | --- | --- |
| DZ A                                                                 | Saint-Martin-de-Varreville | - 502º Reggimento - 377º Battaglione d'artiglieria da campo                                                        | Ottenere il controllo dell'Uscita 3 e 4 a Saint-Martin-de-Varreville e Audouville-la-Hubert. Distruggere la batteria d'artiglieria pesante tedesca a St. Martin e il complesso WXYZ a Les Mézières. |
| DZ C                                                                 | Hiesville                  | - 3º Battaglione, 501º Reggimento - 1º e 2º Battaglione, 506º Reggimento - Quartier generale della Divisione       | Catturare le Uscite 1 e 2 a Poupeville e Houdienville. |
| DZ D                                                                 | Angoville-au-Plain         | - 1º e 2º Battaglione, 501º Reggimento - 3º Battaglione, 506º Reggimento - Compagnia C, 326º Battaglione del genio | Proteggere il fianco meridionale. Conquistare la chiusa di La Barquette, distruggere i ponti sul Douve e conquistare il ponte in legno a Le Port, vicino a Brévands.                                |
| LZ E                                                                 | Hiesville                  | Alianti di rinforzo con artiglieria e genieri                                                                      | |
| DZ: Drop Zone (Zona di Lancio) LZ: Landing Zone (Zona d'Atterraggio) |                            | | |
| [ 4 ]                                                                |                            | | |

## L'invasione

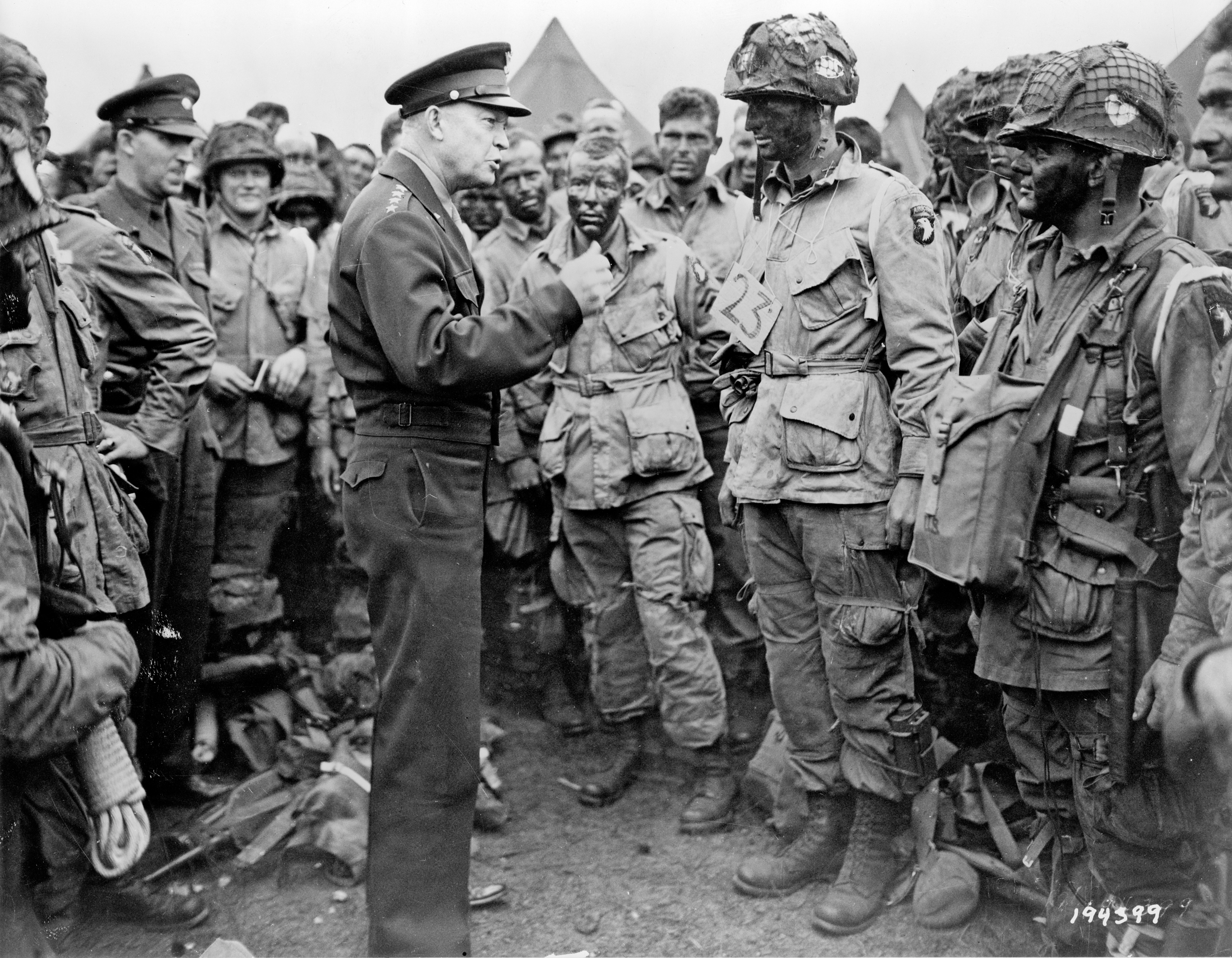
Il generale Eisenhower mentre parla al tenente Wallace C. Strobel e ai suoi uomini il 5 giugno, poche ore prima dell'inizio della loro partenza.

La 101ª Divisione Aviotrasportata, in base ai rapporti, giunse in Normandia nei seguenti orari:
| Orario            | Unità | Drop Zone/Landing Zone |
| ----------------- | --- | ---------------------- |
| Operazione Albany | |                        |
| 00:20             | Esploratori | A                      |
| 00:25             | Esploratori | C                      |
| 00:27             | Esploratori per la LZ E | C                      |
| 00:30             | Esploratori | D                      |
| 00:48             | 2º Battaglione, 502º Reggimento | A                      |
| 00:50             | 3º Battaglione, 502º Reggimento | A                      |
| 00:55             | 1º Battaglione, 502º Reggimento | A                      |
| 01:08             | 377º Battaglione d'artiglieria, Rifornimenti, Compagnia A e B, parte della 326ª Compagnia | A                      |
| 01:14             | 1º Battaglione, 506º Reggimento | C                      |
| 01:20             | 2º Battaglione, 506º Reggimento | C                      |
| 01:20             | 3º Battaglione, 506º Reggimento, Quartier generale, rifornimenti | C                      |
| 01:26             | 1º Battaglione, 501º Reggimento | D                      |
| 01:34             | 2º Battaglione, 501º Reggimento, Compagnia C (2º Plotone), 326º Battaglione, parte della 326ª Compagnia, Rifornimenti                                                                               | D                      |
| 01:40             | 3º Battaglione, 506º Reggimento, Compagnia C (1º e 3º Plotone), 326º Battaglione, Rifornimenti | D                      |
| Alianti           | |                        |
| 04:00             | 2ª Batteria, 81º Battaglione contraereo, Ingegneri (Genio militare), Elementi del 327º Reggimento, Unità chirurgiche, Personale del quartier generale, 1 bulldozer, Unità d'artiglieria, 25 veicoli | E                      |
| 21:00             | Personale del comando, Personale medico e dell'unità segnali, 40 veicoli, 6 pezzi d'artiglieria, 19 tonnellate di equipaggiamento e rifornimenti                                                    | E                      |

### Drop ZoneA
La prima ondata di paracadutisti fu lanciata sulla Zona di Lancio A, la più settentrionale delle tre. Gli errori di navigazione e la mancata segnalazione dei radiofari causarono i primi problemi. Il 2º Battaglione del 502º finì sulla zona sbagliata mentre il suo comandante, il tenente colonnello Chappuis, finì nel luogo esatto. Chappuis e i pochi uomini che incontrò a terra riuscirono comunque a catturare la batteria costiera che era stata rimessa in attività dopo un bombardamento aereo.
La maggior parte del 502º si riunì vicino a Utah Beach. I comandanti del 1º e del 3º Battaglione, rispettivamente il tenente colonnello Cassidy e il tenente colonnello Robert G. Cole, presero il comando di due piccoli gruppi e completarono le loro missioni. Il gruppo di Cassidy prese Saint-Martin-de-Varreville alle 06:30, inviando poi una pattuglia guidata dal sergente Summers a prendere il controllo dell'edificio "WXYZ", una caserma a Les Mézières, e a creare una sottile linea difensiva tra Foucarville e Beuzeville. Il gruppo di Cole si diresse nella notte presso Sainte-Mère-Église fino alla batteria d'artiglieria tedesca a Varreville, proseguendo poi e catturando l'Uscita 3 di Utah Beach alle 07:30. Essi tennero le posizioni per tutta la mattina finché non furono raggiunti dalle truppe sbarcate sulla spiaggia. Entrambi i gruppi trovarono l'Uscita 4 protetta dall'artiglieria tedesca e Cassidy riuscì ad avvertire la 4ª Divisione di fanteria di non procedere nell'entroterra attraverso quella strada.

### Drop ZoneC
La seconda ondata, ovvero il 506º Reggimento, si lanciò sulla zona C a un chilometro e mezzo a ovest di Sainte-Marie-du-Mont. Il lancio fu molto sparso a causa delle nubi e del fuoco contraereo esteso per sedici chilometri. Tre degli 81 C-47 furono abbattuti prima o durante il lancio dei paracadutisti. Uno di questi, pilotato dal tenente Muir prese fuoco: Muir riuscì a tenere l'aereo finché tutti i soldati non si fossero lanciati, poi morì schiantandosi a terra. Per tale azione ricevette la Distinguished Service Cross postuma. Nonostante le avversità il 1º Battaglione si lanciò con sufficiente precisione sulla zona C, infatti due terzi del reggimento, compreso il colonnello Sink, riuscirono a raggrupparsi velocemente.
Il 2º Battaglione, per la maggior parte lanciatosi troppo a ovest, vicino a Sainte-Mère-Église, si riunì presso Foucarville sulla punta settentrionale dell'area assegnata alla Divisione. Il battaglione si scontrò con i tedeschi a metà pomeriggio, lungo la strada di Le Chemin, vicino a Houdienville, scoprendo poi che la 4ª Divisione aveva già preso possesso dell'Uscita che il battaglione stava cercando di conquistare.
Il 3º Battaglione del 501º Reggimento si lanciò finendo in un'area più ampia di quella prevista ma riuscì a riorganizzarsi e si diresse, assieme al maggior generale Taylor a Pouppeville, a prendere possesso di una delle uscite da Utah Beach, giungendovi alle 06:00. Dopo una battaglia casa per casa durata sei ore contro unità del 1058º Reggimento granatieri tedesco, il battaglione riuscì a conquistare il proprio obiettivo, poco prima dell'arrivo delle truppe dalla spiaggia.

### Drop ZoneD
La terza ondata incontrò un duro fuoco contraereo, perdendo sei velivoli. Nonostante ciò il lancio fu accurato, con novantaquattro su centotrentadue lanci nella zona designata, o nei pressi di quest'ultima. La zona di lancio però era tempestata dal fuoco di mitragliatrici e mortai tedeschi che causarono serie perdite alle truppe americane. Tra le vittime vi furono due dei tre comandanti dei battaglioni.
Il comandante di battaglione rimasto, il tenente colonnello Ballard, raggruppò duecentocinquanta paracadutisti e avanzò verso Saint-Côme-du-Mont, per distruggere il ponte sul Douve. A meno di un chilometro dall'obiettivo, i soldati americani furono fermati da soldati del 3º Battaglione del 1058º Reggimento granatieri tedesco, presso Les Droueriers. Un altro gruppo di cinquanta uomini, raggruppato dal maggiore Allen, attaccò la stessa area da est, a Basse-Addeville, ma fu anch'esso respinto.
Il colonnello Johnson, comandante del 501º Reggimento, raggruppò centocinquanta uomini e catturò il principale obiettivo, la chiusa a La Barquette, alle 04:00. Dopo aver stabilito le posizioni difensive, Johnson tornò alla zona di lancio e raggruppò altri cento uomini, incluso il gruppo di Allen, per difendere la testa di ponte. Nonostante il fuoco navale dell'incrociatore americano USS Quincy, gli uomini di Ballard non riuscirono a conquistare il ponte sul Douve né a riunirsi con Johnson e i suoi uomini.
Il capitano Shettle, del 3º Battaglione del 506º Reggimento, raggruppò nel frattempo un plotone di uomini e raggiunse un altro obiettivo, ovvero i due ponti pedonali a La Porte, verso 04:30, e attraversatili si posizionò sul lato est. Quando le loro munizioni cominciarono ad esaurirsi, dopo aver messo fuori uso diverse postazioni di mitragliatrici tedesche, il plotone ripiegò a ovest, riattraversando i ponti pedonali. Ben posizionati nell'oscurità della notte, riuscirono a respingere un gruppo di tedeschi che avevano tentato di attraversare i ponti.

### Altre azioni sulla penisola
Altre due azioni degne di nota si svolsero presso Sainte-Marie-du-Mont da parte di unità del 506º Reggimento, entrambi riguardanti la cattura e la distruzione di unità d'artiglieria tedesca, appartenenti al 3º Battaglione del 191º Reggimento d'artiglieria tedesco. Nella mattinata, una piccola pattuglia della Compagnia E del 506º, sotto il comando del tenente Richard D. Winters, sopraffece una forza tre o quattro volte superiore e distrusse quattro cannoni assaltando il maniero Brécourt.
Circa a mezzogiorno, mentre faceva una ricognizione della zona su una jeep, il colonnello Sink ricevette un rapporto segnalante la presenza di una seconda batteria di quattro cannoni, scoperta ad Holdy, una fattoria tra il suo check point e Sainte-Marie-du-Mont. Il rapporto indicava che la batteria era stata conquistata e difesa da circa settanta paracadutisti americani. Il capitano Patch della Compagnia A e il capitano Raudstein della Compagnia C, entrambi del 506º Reggimento, guidarono altri settanta uomini a Holdy e riorganizzarono le difese. In seguito, i paracadutisti proseguirono verso Sainte-Marie-du-Mont, lasciando un plotone del 502º a distruggere la batteria prima di ricongiungersi con il resto dei compagni, distruzione avvenuta solo per tre dei quattro cannoni.

### Atterraggio degli alianti
I primi cinquantadue velivoli decollarono dall'Inghilterra alle 01:19. La luce della luna permise ai velivoli di posizionarsi in tredici formazioni da quattro ciascuna ma ben presto si spezzò la corda dell'aliante che trasportava il comando radio, il quale dovette atterrare. La radio fu inviata nuovamente la sera stessa nel secondo atterraggio dei rifornimenti (operazione Keokuk) ma nel frattempo l'intera divisione rimase isolata dalle altre unità finché non presero contatto con la 4ª Divisione di fanteria.
Il tempo migliorò notevolmente rispetto alle condizioni presenti durante l'operazione Albany. Inoltre la formazione assunta dai velivoli era più estesa e ciò permise di penetrare nei banchi di nubi senza rischiare collisioni con altri aerei o alianti. Gli aerei furono bersaglianti comunque dalla contraerea tedesca e un C-47 Dakota con il suo aliante furono abbattuti vicino a Pont l'Abbé, sul fiume Douve, ad ovest della zona d'atterraggio. Altri sei aerei e diversi alianti subirono danni.
I piloti riuscirono comunque a raggiungere la LZ E, guidati dai radiofari posizionati dagli esploratori. Alle 03:54, quarantanove dei cinquanta aerei sganciarono i propri alianti e virarono per far ritorno in Inghilterra. Il cinquantesimo, uscito dalla formazione, sganciò l'aliante a sud di Carentan. Durante lo sgancio però la luna era oscurata dalle nubi così, assieme ad un errato posizionamento dei radiofari, gli alianti finirono sparsi in un'area piuttosto estesa. Solo sei alianti atterrarono sul luogo esatto e solamente quindici in un raggio di un chilometro dall'area designata. La maggior parte dei restanti finì pochi chilometri più a est, centrando diversi alberi e causando diversi danni agli alianti. Sette uomini morirono, diciassette rimasero feriti e sette dispersi. Tra i morti vi fu anche il generale Pratt.
All'alba il comando di divisione inviò una pattuglia per recuperare i rifornimenti e estrarre gli equipaggiamenti dagli alianti schiantati, anche se alcuni di essi erano così malridotti che il recupero era impossibile. Le operazioni di recupero furono molto lunghe ma a mezzogiorno la pattuglia tornò portando a Hiesville tre jeep, sei cannoni anticarro, dei rinforzi giunti con gli alianti e trentacinque prigionieri tedeschi.

## Conclusione
La 101ª Divisione Aviotrasportata combatté altre due battaglie in Normandia dopo il 6 giugno. La prima, presso Saint-Côme-du-Mont, permise di portare a termine uno dei suoi obiettivi principali, cioè fermare un eventuale contrattacco tedesco da sud. La seconda fu di fondamentale importanza per l'avanzata alleata nelle prime fasi dell'invasione ed è conosciuta come la battaglia di Carentan.

## Filmografia
- Il giorno più lungo (The Longest Day) del 1962 basato sul libro Il giorno più lungo di Cornelius Ryan.
- Band of Brothers - Fratelli al fronte, episodio 2: D-Day.

## Videogame
- Call of Duty
- Brothers in arms